# Phyllodromica maculata
Phyllodromica maculata är en kackerlacksart som först beskrevs av Johann Christian Daniel von Schreber 1786.  Phyllodromica maculata ingår i släktet Phyllodromica och familjen småkackerlackor.

## Underarter
Arten delas in i följande underarter:
- P. m. maculata
- P. m. schaefferi